# Guido von Pirquet
Guido von Pirquet (30 de marzo de 1880 – 17 de abril de 1966) fue un pionero austriaco de la astronáutica. Miembro de una familia de la pequeña nobleza, ostentaba el título de Barón.

## Semblanza
Von Pirquet nació cerca de Viena, siendo educado en la Technische Hochschule en Viena y en Graz. Desarrolló su interés por los cohetes a partir de 1927, construyendo y probando sus propios modelos. En 1928 propuso la idea de construir una estación espacial en una órbita baja alrededor de la Tierra, para servir de punto de partida de naves espaciales con destino a otros planetas. Publicó detallados cálculos analizando cómo podrían llevarse a cabo este tipo de misiones. Por esta razón,  está considerado el verdadero "padre de la estación espacial". Junto con Rudolf Zwerina,  fundó la Sociedad Austriaca para la Tecnología del Cohete en 1931. Su interés en los cohetes decayó tras el Anschluss, la anexión alemana de Austria en 1938.
Guido von Pirquet fue uno de los científicos que trabajó en la época previa a los vuelos espaciales (1920-1957). Entendió plenamente el potencial de utilizar la asistencia gravitatoria para reducir los tiempo de vuelo y aumentar la carga útil de las naves espaciales en las misiones a los planetas exteriores. Elaboró detalladas fórmulas demostrando cómo una trayectoria cercana a Júpiter podría incrementar la velocidad y la energía orbital de una aeronave. Sus esquemas vectoriales muestran claramente el mecanismo de la gravedad asistida, idénticos a los utilizados posteriormente por Krafft Ehricke (1956) y mucho más tarde por Michael Minovitch (1961).  Minovitch reclamó incorrectamente ser el "inventor " de la asistencia gravitatoria como técnica de vuelo espacial.
Su hermano, Clemens von Pirquet, fue un científico y pediatra destacado.

## Reconocimientos
- Miembro honorario de la Sociedad Interplanetaria Británica en 1949.[5]
- En 1976, fue elegido para el Salón de la Fama Aeroespacial del Museo de Historia Espacial de Nuevo México.[1]
- El cráter lunar Pirquet lleva este nombre en su memoria.[6]